# Kentropyx
Genre
Kentropyx est un genre de sauriens de la famille des Teiidae.

## Répartition
Les espèces de ce genre se rencontrent en Amérique du Sud ainsi qu'à Trinidad et à la Barbade.

## Liste des espèces
Selon The Reptile Database (6 janvier 2016) :
- Kentropyx altamazonica (Cope, 1875)
- Kentropyx borckiana (Peters, 1869)
- Kentropyx calcarata Spix, 1825
- Kentropyx lagartija Gallardo, 1962
- Kentropyx paulensis (Boettger, 1893)
- Kentropyx pelviceps (Cope, 1868)
- Kentropyx striata (Daudin, 1802)
- Kentropyx vanzoi Gallagher & Dixon, 1980
- Kentropyx viridistriga (Boulenger, 1894)

## Publication originale
- Spix, 1825 : Animalia nova sive species nova lacertarum quas in itinere per Brasiliam annis MDCCCXVII-MDCCCXX jussu et auspicius Maximiliani Josephi I Bavariae Regis suscepto collegit et descripsit Dr. J. B. de Spix, p. 1-26 (texte intégral).